# Seznam pokémonů 4. generace
Čtvrtá generace franšízy Pokémon je tvořena 107 fiktivními druhy bytostí, které byly představeny v roce 2006 ve videohrách pro herní konzoli Nintendo DS, jejichž název zní Pokémon Diamond & Pearl.
V následujícím seznamu je 107 pokémonů seřazeno dle jejich čísla v národním pokédexu. Prvním pokémonem je Turtwig (387) a posledním Arceus (493).

## Seznam pokémonů
Detaily o jménech, číslech v národním pokédexu, typech a evolucích pokémonů se nacházejí na internetovém pokédexu, který vytvořila společnost The Pokémon Company International.
- Pokémon Turtwig, japonsky Naetle (ナエトル). V národním pokédexu č. 387, v regionálním pokédexu Sinnoh č. 1. 
Typ: travní
 Vývoj: Turtwig (od 18. úrovně) → Grotle (od 32. úrovně) → Torterra
- Pokémon Grotle, japonsky Hayashigame (ハヤシガメ). V národním pokédexu č. 388, v regionálním pokédexu Sinnoh č. 2. 
Typ: travní
 Vývoj: Turtwig (od 18. úrovně) → Grotle (od 32. úrovně) → Torterra
- Pokémon Torterra, japonsky Dodaitose (ドダイトス). V národním pokédexu č. 389, v regionálním pokédexu Sinnoh č. 3. 
Typ: travní / zemní
 Vývoj: Turtwig (od 18. úrovně) → Grotle (od 32. úrovně) → Torterra
- Pokémon Chimchar, japonsky Hikozaru (ヒコザル). V národním pokédexu č. 390, v regionálním pokédexu Sinnoh č. 4. 
Typ: ohnivý
 Vývoj: Chimchar (od 14. úrovně) → Monferno (od 36. úrovně) → Infernape
- Pokémon Monferno, japonsky Moukazaru (モウカザル). V národním pokédexu č. 391, v regionálním pokédexu Sinnoh č. 5. 
Typ: ohnivý / bojový
 Vývoj: Chimchar (od 14. úrovně) → Monferno (od 36. úrovně) → Infernape
- Pokémon Infernape, japonsky Goukazaru (ゴウカザル). V národním pokédexu č. 392, v regionálním pokédexu Sinnoh č. 6. 
Typ: ohnivý / bojový
 Vývoj: Chimchar (od 14. úrovně) → Monferno (od 36. úrovně) → Infernape
- Pokémon Piplup, japonsky Pochama (ポッチャマ). V národním pokédexu č. 393, v regionálním pokédexu Sinnoh č. 7. Protože je velmi hrdý, nerad přijímá potravu od lidí. Jeho husté chmýří jej chrání před zimou. Je vysoký 0,6 m a váží 4 kg. Umí dobře plavat, ale pomalu běhá.
Typ: vodní
 Vývoj: Piplup (od 16. úrovně) → Prinplup (od 36. úrovně) → Empoleon
- Pokémon Prinplup, japonsky Pottaishi (ポッタイシ). V národním pokédexu č. 394, v regionálním pokédexu Sinnoh č. 8.
Typ: vodní
 Vývoj: Piplup (od 16. úrovně) → Prinplup (od 36. úrovně) → Empoleon
- Pokémon Empoleon, japonsky Emperte (エンペルト). V národním pokédexu č. 395, v regionálním pokédexu Sinnoh č. 9.
Typ: vodní / ocelový
 Vývoj: Piplup (od 16. úrovně) → Prinplup (od 36. úrovně) → Empoleon
- Pokémon Starly, japonsky Mukkuru (ムックル). V národním pokédexu č. 396, v regionálním pokédexu Sinnoh č. 10.
Typ: normální / létající
 Vývoj: Starly (od 14. úrovně) → Staravia (od 34. úrovně) → Staraptor
- Pokémon Staravia, japonsky Mukubird (ムクバード). V národním pokédexu č. 397, v regionálním pokédexu Sinnoh č. 11.
Typ: normální / létající
 Vývoj: Starly (od 14. úrovně) → Staravia (od 34. úrovně) → Staraptor
- Pokémon Staraptor, japonsky Mukuhawk (ムクホーク). V národním pokédexu č. 398, v regionálním pokédexu Sinnoh č. 12.
Typ: normální / létající
 Vývoj: Starly (od 14. úrovně) → Staravia (od 34. úrovně) → Staraptor
- Pokémon Bidoof, japonsky Bippa (ビッパ). V národním pokédexu č. 399, v regionálním pokédexu Sinnoh č. 13.
Typ: normální
 Vývoj: Bidoof (od 15. úrovně) → Bibarel
- Pokémon Bibarel, japonsky Beadull (ビーダル). V národním pokédexu č. 400, v regionálním pokédexu Sinnoh č. 14.
Typ: normální
 Vývoj: Bidoof (od 15. úrovně) → Bibarel
- Pokémon Kricketot, japonsky Korobohshi (コロボーシ). V národním pokédexu č. 401, v regionálním pokédexu Sinnoh č. 15. 
Typ: hmyzí
 Vývoj: Kricketot (od 10. úrovně) → Kricketune
- Pokémon Kricketune, japonsky Korotok (コロトック). V národním pokédexu č. 402, v regionálním pokédexu Sinnoh č. 16. 
Typ: hmyzí
 Vývoj: Kricketot (od 10. úrovně) → Kricketune
- Pokémon Shinx, japonsky Kolink (コリンク). V národním pokédexu č. 403, v regionálním pokédexu Sinnoh č. 17. 
Typ: elektrický
 Vývoj: Shinx (od 15. úrovně) → Luxio (od 30. úrovně) → Luxray
- Pokémon Luxio, japonsky Luxio (ルクシオ). V národním pokédexu č. 404, v regionálním pokédexu Sinnoh č. 18. 
Typ: elektrický
 Vývoj: Shinx (od 15. úrovně) → Luxio (od 30. úrovně) → Luxray
- Pokémon Luxray, japonsky Rentorer (レントラー). V národním pokédexu č. 405, v regionálním pokédexu Sinnoh č. 19. 
Typ: elektrický
 Vývoj: Shinx (od 15. úrovně) → Luxio (od 30. úrovně) → Luxray
- Pokémon Budew, japonsky Subomie (スボミー). V národním pokédexu č. 406, v regionálním pokédexu Sinnoh č. 25. 
Typ: travní / jedovatý
 Vývoj: Budew (po zvýšení úrovně, v denní době, pokud má stav Happiness na maximu) → Roselia (pomocí předmětu Shiny Stone) → Roserade
- Pokémon Roserade, japonsky Roserade (ロズレイド). V národním pokédexu č. 407, v regionálním pokédexu Sinnoh č. 27. 
Typ: travní / jedovatý 
 Vývoj: Budew (po zvýšení úrovně, v denní době, pokud má stav Happiness na maximu) → Roselia (pomocí předmětu Shiny Stone) → Roserade
- Pokémon Cranidos, japonsky Zugaidos (ズガイドス). V národním pokédexu č. 408, v regionálním pokédexu Sinnoh č. 36. 
Typ: kamenný
 Vývoj: Cranidos (od 30. úrovně) → Rampardos
- Pokémon Rampardos, japonsky Rampard (ラムパルド). V národním pokédexu č. 409, v regionálním pokédexu Sinnoh č. 37. 
Typ: kamenný
 Vývoj: Cranidos (od 30. úrovně) → Rampardos
- Pokémon Shieldon, japonsky Tatetops (タテトプス). V národním pokédexu č. 410, v regionálním pokédexu Sinnoh č. 38. 
Typ: kamenný / ocelový
 Vývoj: Shieldon (od 30. úrovně) → Bastiodon
- Pokémon Bastiodon, japonsky Trideps (トリデプス). V národním pokédexu č. 411, v regionálním pokédexu Sinnoh č. 39. 
Typ: kamenný / ocelový
 Vývoj: Shieldon (od 30. úrovně) → Bastiodon
- Pokémon Burmy, japonsky Minomucchi (ミノムッチ). V národním pokédexu č. 412, v regionálním pokédexu Sinnoh č. 45.
Typ: hmyzí
 Vývoj: Burmy (od 20. úrovně, pokud je pokémon ženského pohlaví) → Wormadam
nebo
Burmy (od 20. úrovně, pokud je pokémon mužského pohlaví) → Mothim
- Pokémon Wormadam, japonsky Minomadam (ミノマダム). V národním pokédexu č. 413, v regionálním pokédexu Sinnoh č. 46.
Typ: plášť Plant - hmyzí / travní
plášť Sandy - hmyzí / zemní
 plášť Trash - hmyzí / ocelový
Vývoj: Burmy (od 20. úrovně, pokud je pokémon ženského pohlaví) → Wormadam
- Pokémon Mothim, japonsky Garmeil (ガーメイル). V národním pokédexu č. 414, v regionálním pokédexu Sinnoh č. 47.
Typ: hmyzí / létající
 Vývoj: Burmy (od 20. úrovně, pokud je pokémon mužského pohlaví) → Mothim
- Pokémon Combee, japonsky Mitsuhoney (ミツハニー). V národním pokédexu č. 415, v regionálním pokédexu Sinnoh č. 53.
Typ: hmyzí / létající
 Vývoj: Combee (od 21. úrovně, pokud je pokémon ženského pohlaví) → Vespiquen
- Pokémon Vespiquen, japonsky Beequeen (ビークイン). V národním pokédexu č. 416, v regionálním pokédexu Sinnoh č. 54.
Typ: hmyzí / létající
 Vývoj: Combee (od 21. úrovně, pokud je pokémon ženského pohlaví) → Vespiquen
- Pokémon Pachirisu, japonsky Pachirisu (パチリス). V národním pokédexu č. 417, v regionálním pokédexu Sinnoh č. 55.
Typ: elektrický
 Vývoj: -
- Pokémon Buizel, japonsky Buoysel (ブイゼル). V národním pokédexu č. 418, v regionálním pokédexu Sinnoh č. 56. 
Typ: vodní
 Vývoj: Buizel (od 26. úrovně) → Floatzel
- Pokémon Floatzel, japonsky Flowsel (フローゼル). V národním pokédexu č. 419, v regionálním pokédexu Sinnoh č. 57. 
Typ: vodní
 Vývoj: Buizel (od 26. úrovně) → Floatzel
- Pokémon Cherubi, japonsky Cherinbo (チェリンボ). V národním pokédexu č. 420, v regionálním pokédexu Sinnoh č. 58.
Typ: travní
 Vývoj: Cherubi (od 25. úrovně) → Cherrim
- Pokémon Cherrim, japonsky Cherrim (チェリム). V národním pokédexu č. 421, v regionálním pokédexu Sinnoh č. 59.
Typ:  travní
 Vývoj:  Cherubi (od 25. úrovně) → Cherrim
- Pokémon Shellos, japonsky Karanakushi (カラナクシ). V národním pokédexu č. 422, v regionálním pokédexu Sinnoh č. 60.
Typ:  vodní
 Vývoj:  Shellos (od 30. úrovně) → Gastrodon
- Pokémon Gastrodon, japonsky Toritodon (トリトドン). V národním pokédexu č. 423, v regionálním pokédexu Sinnoh č. 61.
Typ:  vodní
 Vývoj:  Shellos (od 30. úrovně) → Gastrodon
- Pokémon Ambipom, japonsky Eteboth (エテボース). V národním pokédexu č. 424, v regionálním pokédexu Johto č. 124, v Sinnoh č. 64.
Typ:  normální
 Vývoj:  Aipom (po zvýšení úrovně, pokud umí útok Double Hit) → Ambipom
- Pokémon Drifloon, japonsky Fuwante (フワンテ). V národním pokédexu č. 425, v regionálním pokédexu Sinnoh č. 65.
Typ:  duší / létající
 Vývoj:  Drifloon (od 28. úrovně) → Drifblim
- Pokémon Drifblim, japonsky Fuwaride (フワライド). V národním pokédexu č. 426, v regionálním pokédexu Sinnoh č. 66.
Typ:  duší / létající
 Vývoj:  Drifloon (od 28. úrovně) → Drifblim
- Pokémon Buneary, japonsky Mimirol (ミミロル). V národním pokédexu č. 427, v regionálním pokédexu Sinnoh č. 67.
Typ:  normální
 Vývoj:  Buneary (po zvýšení úrovně, pokud má stav Happiness na maximu) → Lopunny
- Pokémon Lopunny, japonsky Mimilop (ミミロップ). V národním pokédexu č. 428, v regionálním pokédexu Sinnoh č. 68.
Typ:  normální
 Vývoj:  Buneary (po zvýšení úrovně, pokud má stav Happiness na maximu) → Lopunny
- Pokémon Mismagius, japonsky Mumage (ムウマージ). V národním pokédexu č. 429, v regionálním pokédexu Sinnoh č. 73.
Typ:  duší
 Vývoj:  Misdreavus (pomocí předmětu Dusk Stone) → Mismagius
- Pokémon Honchkrow, japonsky Donkarasu (ドンカラス). V národním pokédexu č. 430, v regionálním pokédexu Sinnoh č. 75.
Typ:  temný / létající
 Vývoj:  Murkrow (pomocí předmětu Dusk Stone) → Honchkrow
- Pokémon Glameow, japonsky Nyarmar (ニャルマー). V národním pokédexu č. 431, v regionálním pokédexu Sinnoh č. 76.
Typ:  normální
 Vývoj:  Glameow (od 38. úrovně) → Purugly
- Pokémon Purugly, japonsky Bunyat (ブニャット). V národním pokédexu č. 432, v regionálním pokédexu Sinnoh č. 77. 
Typ:  normální
 Vývoj:  Glameow (od 38. úrovně) → Purugly
- Pokémon Chingling, japonsky Lisyan (リーシャン). V národním pokédexu č. 433, v regionálním pokédexu Sinnoh č. 82. 
Typ:  psychický
 Vývoj:  Chingling (po zvýšení úrovně, v noční době, pokud má stav Happiness na maximu) → Chimecho
- Pokémon Stunky, japonsky Skunpuu (スカンプー). V národním pokédexu č. 434, v regionálním pokédexu Sinnoh č. 84. 
Typ:  jedovatý / temný
 Vývoj:  Stunky (od 34. úrovně) → Skuntank
- Pokémon Skuntank, japonsky Skutank (スカタンク). V národním pokédexu č. 435, v regionálním pokédexu Sinnoh č. 85. 
Typ:  jedovatý / temný
 Vývoj:  Stunky (od 34. úrovně) → Skuntank
- Pokémon Bronzor, japonsky Domirror (ドーミラー). V národním pokédexu č. 436, v regionálním pokédexu Sinnoh č. 88. 
Typ:  ocelový / psychický
 Vývoj:  Bronzor (od 33. úrovně) → Bronzong
- Pokémon Bronzong, japonsky Dotakun (ドータクン). V národním pokédexu č. 437, v regionálním pokédexu Sinnoh č. 89. 
Typ:  ocelový / psychický 
 Vývoj:  Bronzor (od 33. úrovně) → Bronzong
- Pokémon Bonsly, japonsky Usohachi (ウソハチ). V národním pokédexu č. 438, v regionálním pokédexu Sinnoh č. 92. 
Typ:  kamenný
 Vývoj:  Bonsly (po zvýšení úrovně, pokud umí útok Mimic) → Sudowoodo
- Pokémon Mime Jr., japonsky Manene (マネネ). V národním pokédexu č. 439, v regionálním pokédexu Sinnoh č. 94. 
Typ:  psychický
 Vývoj:   Mime Jr. (po zvýšení úrovně, pokud umí útok Mimic) → Mr. Mime
- Pokémon Happiny, japonsky Pinpuku (ピンプク). V národním pokédexu č. 440, v regionálním pokédexu Sinnoh č. 96. 
Typ:  normální
 Vývoj:  Happiny (po zvýšení úrovně, v denní době, pokud má pokémon u sebe předmět Oval Stone) → Chansey (po zvýšení úrovně, pokud má stav Happiness na maximu) → Blissey
- Pokémon Chatot, japonsky Perap (ペラップ). V národním pokédexu č. 441, v regionálním pokédexu Sinnoh č. 102.
Typ:  normální / létající
 Vývoj: -
- Pokémon Spiritomb, japonsky Mikaruge (ミカルゲ). V národním pokédexu č. 442, v regionálním pokédexu Sinnoh č. 108.
Typ:  duší / temný
 Vývoj: -
- Pokémon Gible, japonsky Fukamaru (フカマル). V národním pokédexu č. 443, v regionálním pokédexu Sinnoh č. 109.
Typ:  dračí / zemní
 Vývoj:  Gible (od 24. úrovně) → Gabite (od 48. úrovně) → Garchomp
- Pokémon Gabite, japonsky Gabite (ガバイト). V národním pokédexu č. 444, v regionálním pokédexu Sinnoh č. 110.
Typ:  dračí / zemní
 Vývoj:  Gible (od 24. úrovně) → Gabite (od 48. úrovně) → Garchomp
- Pokémon Garchomp, japonsky Gablias (ガブリアス). V národním pokédexu č. 445, v regionálním pokédexu Sinnoh č. 111.
Typ:  dračí / zemní
 Vývoj:  Gible (od 24. úrovně) → Gabite (od 48. úrovně) → Garchomp
- Pokémon Munchlax, japonsky Gonbe (ゴンベ). V národním pokédexu č. 446, v regionálním pokédexu Sinnoh č. 112.
Typ:  normální
 Vývoj:  Munchlax (po zvýšení úrovně, pokud má stav Happiness na maximu) → Snorlax
- Pokémon Riolu, japonsky Rioru (リオル).V národním pokédexu č. 447, v regionálním pokédexu Sinnoh č. 115.
Typ:  bojový
 Vývoj:  Riolu (po zvýšení úrovně, v denní době, pokud má stav Happiness na maximu) → Lucario
- Pokémon Lucario, japonsky Rukario (ルカリオ). V národním pokédexu č. 448, v regionálním pokédexu Sinnoh č. 116.
Typ:  bojový / ocelový
 Vývoj:  Riolu (po zvýšení úrovně, v denní době, pokud má stav Happiness na maximu) → Lucario
- Pokémon Hippopotas, japonsky Hippopotas (ヒポポタス). V národním pokédexu č. 449, v regionálním pokédexu Sinnoh č. 122.
Typ:  zemní
 Vývoj:  Hippopotas (od 34. úrovně) → Hippowdon
- Pokémon Hippowdon, japonsky Kabarudon (カバルドン). V národním pokédexu č. 450, v regionálním pokédexu Sinnoh č. 123.
Typ:  zemní
 Vývoj:  Hippopotas (od 34. úrovně) → Hippowdon
- Pokémon Skorupi, japonsky Scorpi (スコルピ). V národním pokédexu č. 451, v regionálním pokédexu Sinnoh č. 127.
Typ:  jedovatý / hmyzí
 Vývoj:  Skorupi (od 40. úrovně) → Drapion
- Pokémon Drapion, japonsky Dorapion (ドラピオン). V národním pokédexu č. 452, v regionálním pokédexu Sinnoh č. 128.
Typ:  jedovatý / temný
 Vývoj:  Skorupi (od 40. úrovně) → Drapion
- Pokémon Croagunk, japonsky Gureggru (グレッグル). V národním pokédexu č. 453, v regionálním pokédexu Sinnoh č. 129.
Typ:  jedovatý / bojový
 Vývoj:  Croagunk (od 37. úrovně) → Toxicroak
- Pokémon Toxicroak, japonsky Dokurog (ドクロッグ). V národním pokédexu č. 454, v regionálním pokédexu Sinnoh č. 130.
Typ:  jedovatý / bojový
 Vývoj:  Croagunk (od 37. úrovně) → Toxicroak
- Pokémon Carnivine, japonsky Muskippa (マスキッパ). V národním pokédexu č. 455, v regionálním pokédexu Sinnoh č. 131.
Typ:  travní
 Vývoj: -
- Pokémon Finneon, japonsky Keikouo (ケイコウオ). V národním pokédexu č. 456, v regionálním pokédexu Sinnoh č. 134.
Typ:  vodní
 Vývoj:  Finneon (od 31. úrovně) → Lumineon
- Pokémon Lumineon, japonsky Neorant (ネオラント). V národním pokédexu č. 457, v regionálním pokédexu Sinnoh č. 135.
Typ:  vodní
 Vývoj:  Finneon (od 31. úrovně) → Lumineon
- Pokémon Mantyke, japonsky Tamanta (タマンタ). V národním pokédexu č. 458, v regionálním pokédexu Sinnoh č. 140.
Typ:  vodní / létající
 Vývoj:  Mantyke (po zvýšení úrovně, pokud má jeho trenér u sebe i pokémona Remoraid) → Mantine
- Pokémon Snover, japonsky Yukikabli (ユキカブリ). V národním pokédexu č. 459, v regionálním pokédexu Sinnoh č. 142.
Typ:  travní / ledový
 Vývoj:  Snover (od 40. úrovně) → Abomasnow
- Pokémon Abomasnow, japonsky Yukinooh (ユキノオー). V národním pokédexu č. 460, v regionálním pokédexu Sinnoh č. 143.
Typ:  travní / ledový
 Vývoj:  Snover (od 40. úrovně) → Abomasnow
- Pokémon Weavile, japonsky Manyula (マニューラ). V národním pokédexu č. 461, v regionálním pokédexu Sinnoh č. 145.
Typ:  temný / ledový 
 Vývoj:  Sneasel (po zvýšení úrovně, v noční době, pokud má pokémon u sebe předmět Razor Claw) → Weavile
- Pokémon Magnezone, japonsky Jibacoil (ジバコイル). V národním pokédexu č. 462, v regionálním pokédexu Sinnoh č. 180 (v Pokémon Platinum).
Typ:  elektrický / ocelový
 Vývoj:  Magnemite (od 30. úrovně) → Magneton (po zvýšení úrovně v lokaci Mt.Coronet) → Magnezone
- Pokémon Lickilicky, japonsky Berobelt (ベロベルト). V národním pokédexu č. 463, v regionálním pokédexu Johto č. 181, v Sinnoh č. 162 (v Pokémon Platinum).
Typ:  normální
 Vývoj:  Lickitung (po zvýšení úrovně, pokud umí útok Rollout) → Lickilicky
- Pokémon Rhyperior, japonsky Dosidon (ドサイドン). V národním pokédexu č. 464, v regionálním pokédexu Sinnoh č. 188 (v Pokémon Platinum).
Typ:  zemní / kamenný
 Vývoj:  Rhyhorn (od 42. úrovně) → Rhydon (při výměně, pokud má pokémon u sebe předmět Protector) → Rhyperior
- Pokémon Tangrowth, japonsky Mojumbo (モジャンボ). V národním pokédexu č. 465, v regionálním pokédexu Johto č. 183, v Sinnoh č. 182 (v Pokémon Platinum).
Typ:  travní
 Vývoj:  Tangela (po zvýšení úrovně, pokud umí útok Ancient Power) → Tangrowth
- Pokémon Electivire, japonsky Elekible (エレキブル). V národním pokédexu č. 466, v regionálním pokédexu Sinnoh č. 199 (v Pokémon Platinum).
Typ:  elektrický
 Vývoj:  Elekid (od 30. úrovně) → Electabuzz (při výměně, pokud má pokémon u sebe předmět Electirizer) → Electivire
- Pokémon Magmortar, japonsky Booburn (ブーバーン). V národním pokédexu č. 467, v regionálním pokédexu Sinnoh č. 202 (v Pokémon Platinum).
Typ:  ohnivý
 Vývoj:  Magby (od 30. úrovně) → Magmar (při výměně, pokud má pokémon u sebe předmět Magmarizer) → Magmortar
- Pokémon Togekiss, japonsky Togekiss (トゲキッス). V národním pokédexu č. 468, v regionálním pokédexu Sinnoh č. 175 (v Pokémon Platinum).
Typ:  normální / létající
 Vývoj:  Togepi (po zvýšení úrovně, pokud má stav Happiness na maximu) → Togetic (pomocí předmětu Shiny Stone) → Togekiss
- Pokémon Yanmega, japonsky Megayanma (メガヤンマ). V národním pokédexu č. 469, v regionálním pokédexu Johto č. 102, v Sinnoh č. 184 (v Pokémon Platinum).
Typ:  hmyzí / létající
 Vývoj: Yanma (po zvýšení úrovně, pokud umí útok Ancient Power) → Yanmega
- Pokémon Leafeon, japonsky Leafia (リーフィア). V národním pokédexu 470, v regionálním pokédexu Sinnoh č. 169 (v Pokémon Platinum).
Typ:  travní
 Vývoj:  Eevee (po zvýšení úrovně v blízkosti Moss Rock) → Leafeon
- Pokémon Glaceon, japonsky Glacia (グレイシア). V národním pokédexu č. 471, v regionálním pokédexu Sinnoh č. 170 (v Pokémon Platinum).
Typ:  ledový
 Vývoj:  Eevee (po zvýšení úrovně v blízkosti Ice Rock) → Glaceon
- Pokémon Gliscor, japonsky Glion (グライオン). V národním pokédexu č. 472, v regionálním pokédexu Sinnoh č. 154 (v Pokémon Platinum).
Typ:  zemní / létající
 Vývoj:  Gligar (po zvýšení úrovně, v noční době, pokud má pokémon u sebe předmět Razor Fang) → Gliscor
- Pokémon Mamoswine, japonsky Manmoo (マンムー). V národním pokédexu č. 473, v regionálním pokédexu Johto č. 197, v Sinnoh č. 205 (v Pokémon Platinum).
Typ:  ledový / zemní
 Vývoj:  Swinub (od 33. úrovně) → Piloswine (po zvýšení úrovně, pokud umí útok Ancient Power) → Mamoswine
- Pokémon Porygon-Z, japonsky PorygonZ (ポリゴンＺ). V národním pokédexu č. 474, v regionálním pokédexu Sinnoh č. 194 (v Pokémon Platinum).
Typ:  normální
 Vývoj:  Porygon (při výměně, pokud má pokémon u sebe předmět Up-Grade) → Porygon2 (při výměně, pokud má pokémon u sebe předmět Dubious Disc) → Porygon-Z
- Pokémon Gallade, japonsky Erlade (エルレイド). V národním pokédexu č. 475, v regionálním pokédexu Sinnoh č. 160 (v Pokémon Platinum).
Typ:  psychický / bojový
 Vývoj:  Ralts (od 20. úrovně) → Kirlia (pomocí předmětu Dawn Stone, pokud je pokémon mužského pohlaví) → Gallade
nebo
Ralts (od 20. úrovně) → Kirlia (od 30. úrovně) → Gardevoir
- Pokémon Probopass, japonsky Dainose (ダイノーズ). V národním pokédexu č. 476, v regionálním pokédexu Sinnoh č. 156 (v Pokémon Platinum).
Typ:  kamenný / ocelový
 Vývoj:  Nosepass (po zvýšení úrovně v lokaci Mt.Coronet nebo Chargestone Cave) → Probopass
- Pokémon Dusknoir, japonsky Yonoir (ヨノワール). V národním pokédexu č. 477, v regionálním pokédexu Sinnoh č. 191 (v Pokémon Platinum).
Typ:  duší
 Vývoj:  Duskull (od 37. úrovně) → Dusclops (při výměně, pokud má pokémon u sebe předmět Reaper Cloth) → Dusknoir
- Pokémon Froslass, japonsky Yukimenoko (ユキメノコ). V národním pokédexu č. 478, v regionálním pokédexu Sinnoh č. 208 (v Pokémon Platinum).
Typ:  ledový / duší
 Vývoj:  Snorunt (pomocí předmětu Dawn Stone, pokud je pokémon ženského pohlaví) → Froslass
- Pokémon Rotom, japonsky Rotom (ロトム). V národním pokédexu č. 479, v regionálním pokédexu Sinnoh č. 152 (v Pokémon Platinum).
Typ:  elektrický / duší
 Vývoj: -
- Pokémon Uxie, japonsky Yuxie (ユクシー). V národním pokédexu č. 480, v regionálním pokédexu Sinnoh č. 146.
Typ:  psychický
 Vývoj: -
- Pokémon Mesprit, japonsky Emrit (エムリット). V národním pokédexu č.481, v regionálním pokédexu Sinnoh č.147. 
Typ:  psychický 
Vývoj: -
- Pokémon Azelf, japonsky Agnome (アグノム). V národním pokédexu č.482, v regionálním pokédexu Sinnoh č.148. Je jedním z trojice legendárních pokémonů ochraňující jezero v regionu Sinnoh. Ve hře Pokémon Diamond, Pearl či Platinum ho lze získat po výhře nad týmem Galactic sídlící na nejvyšší hoře regionu Sinnoh Mt.Coronet. 
Typ:  psychický 
Vývoj: -
- Pokémon Dialga, japonsky Dialga (ディアルガ). V národním pokédexu č.483, v regionálním pokédexu Sinnoh č.149. 
Typ:  ocelový / dračí 
Vývoj: -
- Pokémon Palkia, japonsky Palkia (パルキア). V národním pokédexu č.484, v regionálním pokédexu Sinnoh č.150. 
Typ:  vodní / dračí 
Vývoj: -
- Pokémon Heatran, japonsky Heatran (ヒードラン). V národním pokédexu č.485.
Typ:  ohnivý / ocelový 
Vývoj: -
- Pokémon Regigigas, japonsky Regigigas (レジギガス). V národním pokédexu č.486.
Typ:  normální 
Vývoj: -
- Pokémon Giratina, japonsky Giratina (ギラティナ). V národním pokédexu č.487, v regionálním pokédexu Sinnoh č.210 (v Pokémon Platinum).
Typ:  duší / dračí 
Vývoj: -
- Pokémon Cresselia, japonsky Crecelia (クレセリア). V národním pokédexu č.488.
Typ:  psychický 
Vývoj: -
- Pokémon Phione, japonsky Phione (フィオネ). V národním pokédexu č.489.
Typ:  vodní 
Vývoj:  líhne se z vejce rodičů Manaphy a Ditto
- Pokémon Manaphy, japonsky Manaphy (マナフィ). V národním pokédexu č.490, v regionálním pokédexu Sinnoh č.151.
Typ:  vodní 
Vývoj:  líhne se z vejce nalezeného v Pokémon Ranger na místě Fiore, Almia nebo Oblivia. Jako rodič spolu s pokémonem Ditto snáší vejce, z kterého se ale líhne jen Phione.
- Pokémon Darkrai, japonsky Darkrai (ダークライ). V národním pokédexu č.491.
Typ:  temný 
Vývoj: -
- Pokémon Shaymin, japonsky Shaymin (シェイミ ). V národním pokédexu č.492. Je legendární pokémon. Ve hře Pokémon Platinum se dokáže proměnit ze své normální formy na svoji druhou formu – nebeskou. Jeho normální forma vzhledem připomíná ježka, nebeská forma připomíná psa. V anime se poprvé objeví v Pokémon Movie 11: Giratina a nebeská květina - Shaymin. 
Typ:  travní, nebeská forma: travní / létající 
Vývoj: -
- Pokémon Arceus, japonsky Arceus (アルセウス). V národním pokédexu č.493.
Typ:  dle použitého brnění (plate), kterýkoli z 17 možných typů, ale vždy jen jeden: normální (bez brnění), ohnivý, vodní, elektrický, travní, ledový, bojový, jedovatý, zemní, létající, psychický, hmyzí, kamenný, duší, dračí, ocelový, temný
Vývoj: -